# سیارک ۱۵۲۷۸
سیارک ۱۵۲۷۸ (به انگلیسی: 15278 Paquet، نامگذاری:1991PG7) پانزده هزار و دویست و هفتاد و هشتمین سیارک کشف شده‌است که در ۶ اوت ۱۹۹۱ کشف شد.
قدر مطلق سیارک برابر ۶۱.۶ است.